# 花神星
花神星（8 Flora）是一顆大型小行星，是小行星帶中的天体之一。

## 發現與命名

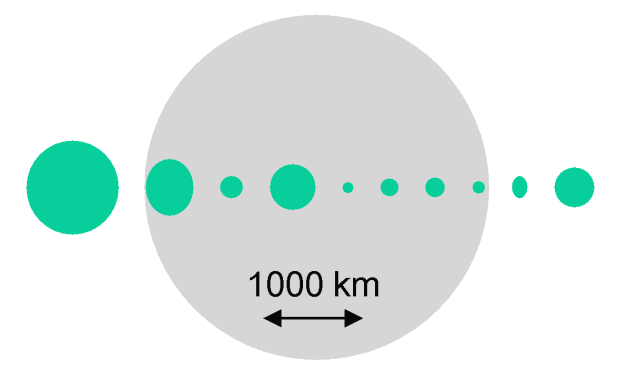
大小比較:前十顆小行星與月球的大小比較。花神星是由右邊數來第三顆。

花神星是第八顆被人類發現的小行星，由英國天文學家约翰·罗素·欣德於1847年10月18日發現，是他發現的第二顆小行星。
他發現的第一顆小行星是虹神星(7 Iris)。
這顆小行星是由發現者約翰·羅素·欣德命名的，其來源是羅馬神話中的花神、春之女神佛洛拉（對應希臘神話中的春與花之仙女克洛里斯）。

## 特徵
光度曲線的分析指出花神星的自轉軸指向黃道座標（β，λ）= （16°，160°）± 10°。這使得軸向傾斜為78° ± 10° 。
花神星是花神星族小行星的母體，而且顯然是族群中最大的成員，占有家族總質量的80%。然而，形成家族的衝擊顯然相當巨大，而且大多數的碎片是靠重力才能聚集在一起。
花神星的光譜指出表面由矽酸鹽的混合物（包括輝石和橄欖石）和鎳、鐵金屬構成。花神星和家族中的成員都是L球粒隕石來源的良好後選者。這類隕石佔了撞擊地球隕石總數的38%。

## 瑣事
在1917年3月25日的觀測中，花神星被錯認為獅子座 TU，導致該顆恆星被分類為雙子座U型激變變星，這個錯誤一直延續到1995年。

## 附加資料
| 留，逆行       | 衝             | 至地球的 距離 (AU) | 最大 亮度 (mag) | 留， 順行      | 合日           |
| -------------- | -------------- | ------------------ | --------------- | -------------- | -------------- |
| 2004年12月2日  | 2005年1月14日  | 1.09127            | 8.3             | 2005年2月24日  | 2005年9月28日  |
| 2006年3月31日  | 2006年5月19日  | 1.50597            | 9.6             | 2006年7月10日  | 2007年1月22日  |
| 2007年10月12日 | 2007年11月19日 | 0.89021            | 8.0             | 2007年12月28日 | 2008年8月24日  |
| 2009年3月3日   | 2009年4月19日  | 1.54627            | 9.8             | 2009年6月12日  | 2009年12月17日 |
| 2010年8月7日   | 2010年9月11日  | 0.94229            | 8.2             | 2010年10月22日 | 2011年7月11日  |
| 2012年2月4日   | 2012年3月20日  | 1.46862            | 9.6             | 2012年5月10日  | 2012年11月17日 |
| 2013年6月6日   | 2013年7月20日  | 1.17851            | 8.7             | 2013年9月4日   | 2014年5月6日   |
| 2015年1月3日   | 2015年2月15日  | 1.28123            | 9.1             | 2015年4月2日   | 2015年10月20日 |
| 2016年4月24日  | 2016年6月11日  | 1.39989            | 9.4             | 2016年8月1日   | 2017年2月27日  |
| 2017年11月21日 | 2018年1月2日   | 1.02997            | 8.2             | 2018年2月11日  | 2018年9月20日  |
| 2019年3月25日  | 2019年5月12日  | 1.52664            | 9.7             | 2019年7月4日   | 2020年1月13日  |
| 2020年9月27日  | 2020年11月1日  | 0.87505            | 8.0             | 2020年12月12日 | 2021年8月15日  |

## 資料來源
1. 1 2 3 4 5  . 2008-04-14  [2008-11-27]. （原始内容存档于2020-05-20）.
2. 1 2 3  
Jim Baer. . Personal Website. 2008  [2008-11-27]. （原始内容存档于2013-07-08）.
3. 1 2  Torppa, J.; et al.  (PDF). Icarus. 2003, 164 (2): 346  [2006-08-25]. Bibcode:2003Icar..164..346T. doi:10.1016/S0019-1035(03)00146-5. （原始内容存档 (PDF)于2015-11-06）.
4. ↑  Michalak, G. . Astronomy & Astrophysics. 2001, 374 (2): 703–711  [2008-11-10]. Bibcode:2001A&A...374..703M. doi:10.1051/0004-6361:20010731. （原始内容存档于2012-12-04）.
5. ↑  Michalak2001 assumed masses of perturbing asteroids used in calculations of perturbations of the test asteroids.
6. ↑  Density (D=Mass/Volume=4.376/1.317=~3.3) calculated using JPL radius of 68km and the Michalak2001 assumed mass of 4.376E+18.
7. ↑  Donald H. Menzel and Jay M. Pasachoff.  2nd. Boston, MA: Houghton Mifflin. 1983: 391. ISBN 0-395-34835-8.
8. ↑  Nesvorný, D.; et al. . Icarus. 2002, 157: 155.

- Supplemental IRAS Minor Planet Survey （页面存档备份，存于）
- Planetary Data System Small Bodies Node, lightcurve parameters （页面存档备份，存于）
- L. D. Schmadel;  et al. . Astronomy & Astrophysics. 1996, 312: 496.
- G. A. Krasinsky;  et al. . Icarus. 2002, 158: 98.
- D. Nesvorný;  et al. . Icarus. 2002, 157: 155.
- IAUC 6174[永久]

## 外部連結
- shape model deduced from lightcurve （页面存档备份，存于）
- "Announcement of discovery of Flora", MNRAS 8 (1848) 82 （页面存档备份，存于）

| 前一小行星： (7)虹神星 | 小行星列表 | 後一小行星： (9)穎神星 |